# Erling Mikkelsen
Erling Mikkelsen (2 febbraio 1947) è un ex calciatore norvegese, di ruolo difensore.

## Carriera
Mikkelsen ha giocato con la maglia del Brann dal 1967 al 1973. Ha contribuito alla vittoria finale del Norgesmesterskapet 1972. A seguito di questo successo, in data 19 settembre 1973 ha potuto effettuare il proprio esordio nelle competizioni europee per club, venendo schierato titolare nel successo per 0-2 arrivato sul campo dello Gżira United, sfida valida per l'edizione stagionale della Coppa delle Coppe. Ha totalizzato 86 presenze in campionato con la maglia del Brann.

## Palmarès

### Club
- Coppa di Norvegia: 1

Brann: 1972